# Філліп Арбое
Філліп Арбое (ісп. Phillip Harboe; нар. 20 липня 1982) — колишній чилійський тенісист.
Найвищу одиночну позицію світового рейтингу — 312 місце досяг 19 травня 2003, парну — 382 місце — 9 червня 2003 року.

## Титули ITF Ф'ючерс

### Одиночний розряд: (1)
| Ранг | Дата     | Турнір            | Покриття | Суперник      | Рахунок  |
| ---- | -------- | ----------------- | -------- | ------------- | -------- |
| 1.   | Жов 2003 | Чилі F6, Сантьяго | Ґрунт    | Едгардо Масса | 7–5, 7–5 |

### Парний розряд: (3)
| Ранг | Дата     | Турнір                  | Покриття | Партнер            | Суперники                         | Рахунок          |
| ---- | -------- | ----------------------- | -------- | ------------------ | --------------------------------- | ---------------- |
| 1.   | Вер 2002 | Мексика F14, Масатлан   | Тверде   | Ермес Гамональ     | Сандор Мартінес Ласаро Наварро    | 6–4, 7–6(5)      |
| 2.   | Кві 2003 | Чилі F2, Вінья-дель-Мар | Ґрунт    | Хуан Ігнасіо Серда | Марсель Фельдер Матіас О'Ніль     | 6–2, 6–7(4), 6–4 |
| 3.   | Жов 2003 | Чилі F6, Сантьяго       | Ґрунт    | Хуан Ігнасіо Серда | Пауль Капдевіль Хуан-Феліпе Яньєс | 7–5, 2–6, 6–3    |